# Lord Kelvin

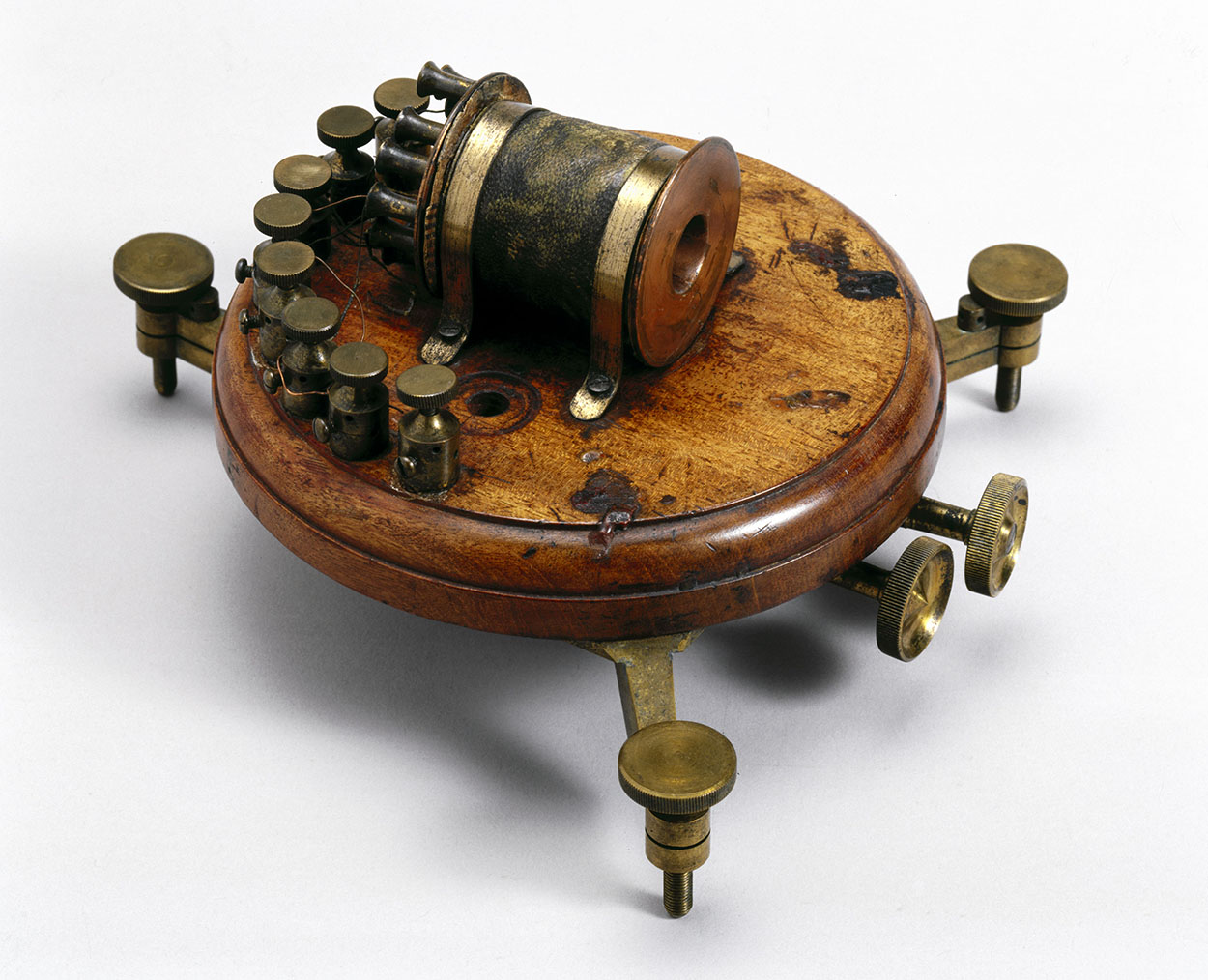
Thomson förbättrade bland annat galvanometern (bilden) vilket gjorde det möjligt att använda den transatlantiska telegrafkabeln då galvanometern kunde känna av de svaga elektriska signalerna.

William Thomson, adlad 1892 till "Baron Kelvin, of Largs in the County of Ayr" – Lord Kelvin, född den 26 juni 1824 i Belfast, död den 17 december 1907, var en irländsk matematiker, fysiker, ingenjör och uppfinnare framför allt verksam i Skottland vid universitetet i Glasgow.
Thomson blev efter studier i Glasgow, Cambridge och Paris professor i Glasgow 1846 och innehade denna lärostol till 1899.
Lord Kelvin gjorde bland annat viktiga insatser inom termodynamiken. Enheten kelvin för temperatur är uppkallad efter honom. Han var även den första VD:n för IEC.
Vid 77 års ålder gjorde han en betydande insats inom kosmologin, då han lyckades lösa gåtan kring Olbers paradox.
1853 upptäckte han, tillsammans med James Prescott Joule den så kallade Joule-Thomson-effekten.

## Utmärkelser
- Asteroiden 8003 Kelvin är uppkallad efter honom.[16]

- Fellow of the Royal Society,  1851[10]
- Bakerföreläsningen,  1856
- Royal Medal,  1856
- Keithmedaljen,  1861
- Ponceletpriset,  1873
- Matteuccimedaljen,  1876
- Albert-medaljen,  1879
- Honorary Fellow of the Royal Society Te Apārangi[17]
- Copleymedaljen,  1883[18]
- Pour le Mérite för vetenskap och konst,  1884[19]
- Helmholtz-medaljen,  1892
- Förtjänstorden,  1902[10]
- John Fritz-medaljen,  1905[20]
- Kommendör av Hederslegionen
- Leopoldorden
- Gunning Victoria Jubilee Prize
- Storofficer av Hederslegionen
- Hedersledamot
- Heliga skattens orden
- Knight Bachelor
- Smith's Prize
- Riddare med storkors av Victoriaorden
- Kejserliga Brasilianska Rosenorden

[Redigera Wikidata]